# 酸化鉄(II)
酸化鉄(II)（さんかてつ に、Iron(II) oxide）は酸化鉄の一種である。酸化第一鉄(さんかだいいちてつ、ferrous oxide、ferrous iron）とも呼ばれるが推奨されない。組成式FeOで表される。
常温常圧で黒色の粉末。発火性がある。不定比化合物の代表例であり、鉄原子の欠損により元素の鉄と酸素との比は試料によりFe0.84OからFe0.95Oの幅を持つ。鉱石としてはウスタイトが知られている。

## 製法
FeOはシュウ酸鉄(II)を真空中で加熱すると得られる
{\displaystyle {\ce {FeC2O4\ -> FeO\ + CO\ + CO2}}}
この黒色粉末は加熱により幾分反応するので、加熱した試料は急冷することで不均化を防ぐことができる。
化学量論的に均一な酸化鉄(II)は金属鉄を36kbarの条件下で加熱すると作成でき、組成式はFe0.95Oである。

## 反応
酸化鉄(II)は575℃以下では熱力学的に不安定で、高温の酸化鉄(II)をゆっくりと冷却すると不均化により金属鉄と酸化鉄(II,III)とに変化する
{\displaystyle {\ce {4FeO -> Fe\ + Fe3O4}}}

## 構造
酸化鉄(II)は、岩塩と同じく立方晶を形成し、鉄は酸素を中心とする8面体の頂点に配置し、酸素は鉄中心とする8面体の頂点に配置している。Fe(+2)はFe(+3)になる為、酸化鉄(II)は不定比化合物に成り易い。一部のFe(+2)が3対2の比でFe(+3)に置き換わり、そこの酸素の結晶格子は四面体構造をとる。
200K以下では結晶構造は部分的に菱面体晶に変化し、試料によっては反強磁性を示す。

## 用途
酸化鉄(II)は色素として使用される。FDAによると、酸化鉄(II)は化粧品や刺青のインクとしても使用される。

## 註・出典
1. 1 2 3  Greenwood, N. N.; Earnshaw, A. (1997). Chemistry of the Elements (2nd Edition ed.). Oxford:Butterworth-Heinemann. ISBN 0-7506-3365-4
2. ↑  Cotton, F. Albert; Geoffrey Wilkinson|Wilkinson, Geoffrey; Murillo, Carlos A.; Bochmann, Manfred (1999). Advanced Inorganic Chemistry (6th Edn.) New York:Wiley-Interscience. ISBN 0-471-19957-5.
3. 1 2 3   Wells A.F. (1984) Structural Inorganic Chemistry 5th edition Oxford University Press ISBN 0198553706
4. ↑  コットン、ウイルキンソン、『無機化学』（下）、原著第三版、培風館、p.767、1973。ISBN 4-563-04066-5

- https://webmineral.com/data/Wustite.shtml